# Ture Axelsson
Ture Wilhelm „Thor“ Axelsson (* 3. Juli 1921 in Helsinki; † 2. August 2012 in Ingå) war ein finnischer Kanute.

## Erfolge
Ture Axelsson gewann bei den Olympischen Spielen 1948 in London zwei Bronzemedaillen im Zweier-Kajak. Auf der 1000-Meter-Strecke qualifizierten er und Nils Björklöf sich zunächst als Gewinner ihres Vorlaufs für das Finale. Im Endlauf überquerten sie nach 4:08,7 Minuten die Ziellinie, 1,4 Sekunden hinter den siegreichen Schweden Hans Berglund und Lennart Klingström und 1,2 Sekunden hinter den zweitplatzierten Dänen Ejvind Hansen und Bernhard Jensen. Über die 10.000-Meter-Distanz belegten sie unter den 15 Startern ebenfalls am Ende den dritten Platz. In 46:48,2 Minuten blieben sie hinter Gunnar Åkerlund und Hans Wetterström aus Schweden und den Norwegern Ivar Mathisen und Knut Østby zurück.
Im selben Jahr wurde Axelsson gemeinsam mit Nils Björklöf in London im Zweier-Kajak über 500 Meter Weltmeister.